# Dahlgrenius sculpturifer
Dahlgrenius sculpturifer är en skalbaggsart som först beskrevs av Sylvain Auguste de Marseul 1855.  Dahlgrenius sculpturifer ingår i släktet Dahlgrenius och familjen stumpbaggar. Inga underarter finns listade i Catalogue of Life.